# 카라노스

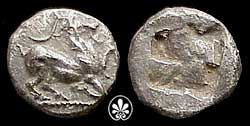

카라노스(그리스어: Καρανός 재위 : 기원전 808년 ~ 기원전 778년)는 구전되어 내려오는 전설에 의하면 고대 마케도니아(Macedonia, 그리스어: Μακεδονία)의 최초의 왕이었다. 고대 그리스의 역사가 헤로도투스에 따르면 마케도니아 첫 번째 왕은 페르디카스 1세이며 그 이전의 왕들은 모두 추존된 왕이라고 하며, 카라누스는 고대 그리스의 역사가이자 웅변가인 테오폼푸스에 의해 처음으로 역사에 등장한다. 카라누스는 그의 첫 왕국을 아에가에(에게, 현재의 베르기니)에 세웠다.
그리스 신화에도 짧게 등장하는데 카라누스는 테메누스의 여러 왕자들 중 하나이다. 테메누스는 크레스폰테스, 아리스토데무스와 함께 미케네의 펠로폰네소스 지방을 침입한 3명의 도리아인 지도자 중 하나이다. 그 후 그들은 정복한 영토를 나누어 가졌다. 크레스폰테스는 메세니아와 스파르타를 아리스토데무스는 라코니아를 가졌고 마지막으로 테메누스에게는 아르고스가 주어졌다.
테메누스 왕이 죽은 뒤에 왕자들은 누가 왕이 될 것인지에 대해 논쟁하였다. 그들 중의 한 왕자인 페이돈은 전투에서 그의 형제들을 격파하였고 왕권을 쟁취하였다. 카라노스는 자신이 왕이 될 수 있는 다른 왕국을 찾기로 결심하였다.
처음에 그는 델파이의 현자에게 가서 피티아스의 조언을 구하였다. “왕자님께서는 그곳에서 당신이 다스릴 왕국을 발견하실 것입니다. 또한 그곳에서 많은 사냥할 수 있는 동물과 가축들을 발견하실 것입니다.”그리하여 카라노스와 그의 측근은 그들만의 새왕국을 세울 적합한 땅을 찾아서 북쪽으로 이동하였다.
결국 그는 녹지로 우거진 골짜기를 찾았는데 거기에는 사냥감과 염소가 많았기에 피티아스의 예언이 들어맞았다고 생각하였다.
그리하여 그는 그곳에 도시를 세웠고 아이가에라 명명하였다. 아이가에(그리스어: Aiga-goat)는 현재의 베르기니로 많은 중요한 결과가 발견되었기 때문에 고고학에 있어서는 매우 중요한 도시 중의 하나이다.

## 같이 보기
- 헤라클레이다이